# Copa Libertadores Femenina 2009
La Copa Libertadores Femenina 2009 fue la primera edición del torneo continental de fútbol femenino de clubes. Se realizó con la participación de diez equipos, uno de cada país asociado a la Conmebol. El certamen se disputó entre el 3 y el 18 de octubre, y se desarrolló en las ciudades de Guarujá, Santos y São Paulo, Brasil.
El campeón fue Santos de Brasil, que superó en la final a la Universidad Autónoma de Asunción del Paraguay con una contundente goleada de 9-0, la mayor diferencia en la historia de las finales de la competición.

## Formato
Los 10 equipos participantes fueron divididos en dos zonas de 5, dentro de las cuales se enfrentaron todos contra todos a una sola rueda. Los dos primeros de cada grupo avanzaron a las fases finales, disputadas bajo el sistema de eliminación directa, cruzándose en semifinales el primero de una zona contra el segundo de la opuesta. Los ganadores disputaron la final, y los perdedores se enfrentaron en el partido por el tercer puesto.
|                             |                             | Equipos que entran en esta fase                                                                         | Equipos que provienen de la fase anterior                                           |
| --------------------------- | --------------------------- | --- | ----------------------------------------------------------------------------------- |
| Fase de grupos (10 equipos) | Fase de grupos (10 equipos) | - 1 equipo de Argentina, Bolivia, Brasil, Chile, Colombia, Ecuador, Paraguay, Perú, Uruguay y Venezuela |                                                                                     |
| Fases finales (4 equipos)   | Fases finales (4 equipos)   | | - 2 equipos primeros de la Fase de grupos - 2 equipos segundos de la Fase de grupos |

## Equipos participantes
| País             | Equipo                           | Vía de clasificación                                                                               |
| ---------------- | -------------------------------- | -------------------------------------------------------------------------------------------------- |
| Argentina 1 cupo | San Lorenzo                      | Ganador de la eliminatoria entre los campeones del Torneo Apertura 2008 y del Torneo Clausura 2009 |
| Bolivia 1 cupo   | EnForma                          | Campeón del Campeonato Nacional de Clubes 2009                                                     |
| Brasil 1 cupo    | Santos                           | Campeón de la Copa de Brasil 2008                                                                  |
| Chile 1 cupo     | Everton                          | Campeón del Campeonato de Primera División 2008                                                    |
| Colombia 1 cupo  | Formas Íntimas                   | Designado por la Federación Colombiana de Fútbol.                                                  |
| Ecuador 1 cupo   | Deportivo Quito                  | |
| Paraguay 1 cupo  | Universidad Autónoma de Asunción | Campeón del Campeonato Paraguayo de Fútbol 2008                                                    |
| Perú 1 cupo      | White Star                       | Campeón del Campeonato Peruano 2009                                                                |
| Uruguay 1 cupo   | Rampla Juniors                   | Campeón del Campeonato Uruguayo 2008                                                               |
| Venezuela 1 cupo | Caracas                          | Campeón de la Liga Nacional de Venezuela 2008-09                                                   |

## Sedes
| Guarujá                                    | São Paulo                          | Santos                                | Santos                                    |
| ------------------------------------------ | ---------------------------------- | ------------------------------------- | ----------------------------------------- |
| Estadio Antonio Fernandes Capacidad: 8 000 | Estadio Pacaembú Capacidad: 37 952 | Estadio Ulrico Mursa Capacidad: 9 139 | Estadio Urbano Caldeira Capacidad: 21 256 |
|                                            |                                    |                                       |                                           |

## Fase de grupos
Se disputó entre el 4 y el 14 de octubre.
- Los horarios corresponden a la hora de Brasil (UTC +3)

### Grupo 1
| Equipo     | Pts. | PJ | PG | PE | PP | GF | GC | DG  |
| ---------- | ---- | -- | -- | -- | -- | -- | -- | --- |
| Santos     | 12   | 4  | 4  | 0  | 0  | 29 | 2  | 27  |
| Everton    | 7    | 4  | 2  | 1  | 1  | 10 | 4  | 6   |
| White Star | 6    | 4  | 2  | 0  | 2  | 7  | 9  | –2  |
| Caracas    | 2    | 4  | 0  | 2  | 2  | 2  | 14 | –12 |
| EnForma    | 1    | 4  | 0  | 1  | 3  | 4  | 23 | –19 |

| 3 de octubre de 2009, 22:00 | Santos                        | 3:1 (3:0) | White Star | Estadio Urbano Caldeira, Santos |  |
|                             | Cristiane 11' 34' · Marta 38' |           | Wilcox 90' |                                 |  |

| 4 de octubre de 2009, 20:30 | Caracas | 0:0 | Everton | Estadio Urbano Caldeira, Santos |  |

| 6 de octubre de 2009, 13:00 | White Star        | 1:4 (0:1) | Everton               | Estadio Urbano Caldeira, Santos |                            |
|                             | Wilcox 74' (pen.) |           | Arias 24' 56' 59' 87' | Árbitro(s): Norma González      | Árbitro(s): Norma González |

| 6 de octubre de 2009, 15:00 | Santos | 12:0 (6:0) | EnForma | Estadio Urbano Caldeira, Santos                            |                                                            |
|                             | Cristiane 14' 43' 45+1' 65' 80' · Érika 23' 47' 62' · Maurine 31' · Marta 39' (pen.) · Dani 70' · Thaís 74' |            |         | Asistencia: 3 746 espectadores Árbitro(s): Salomé Di Iorio | Asistencia: 3 746 espectadores Árbitro(s): Salomé Di Iorio |

| 8 de octubre de 2009, 20:00 | White Star    | 1:0 (0:0) | Caracas | Estadio Urbano Caldeira, Santos      |                                      |
|                             | McCloskey 84' |           |         | Árbitro(s): María Alejandra Trucidos | Árbitro(s): María Alejandra Trucidos |

| 8 de octubre de 2009, 16:00 | Everton                                  | 5:0 (0:0) | EnForma | Estadio Urbano Caldeira, Santos |                             |
|                             | Arias 58' 84' 90' · López 82' · Díaz 88' |           |         | Árbitro(s): Eveliny Almeida     | Árbitro(s): Eveliny Almeida |

| 10 de octubre de 2009, 20:00 | EnForma                       | 2:4 (2:3) | White Star                                  | Estadio Urbano Caldeira, Santos |                             |
|                              | Zamorano 20' · A. Velasco 37' |           | Gálvez 27' · McCloskey 33' · Wilcox 35' 85' | Árbitro(s): Eveliny Almeida     | Árbitro(s): Eveliny Almeida |

| 10 de octubre de 2009, 22:00 | Santos                                                                                       | 11:0 (6:0) | Caracas | Estadio Urbano Caldeira, Santos |  |
|                              | Cristiane 10' 18' 20' 64' 82' · Marta 16' 87' · Francielle 52' 71' · Érika 12' · Maurine 42' |            |         |                                 |  |

| 13 de octubre de 2009, 13:30 | Caracas                      | 2:2 (1:2) | EnForma                 | Estadio Urbano Caldeira, Santos |  |
|                              | D. González 38' · Altuve 55' |           | Padilla 8' · Rivero 14' |                                 |  |

| 13 de octubre de 2009, 15:30 | Santos                                        | 3:1 (2:1) | Everton     | Estadio Urbano Caldeira, Santos |  |
|                              | Cristiane 11' · Suzana 15' · Marta 48' (pen.) |           | Morales 36' |                                 |  |

### Grupo 2
| Equipo          | Pts. | PJ | PG | PE | PP | GF | GC | DG  |
| --------------- | ---- | -- | -- | -- | -- | -- | -- | --- |
| UAA             | 12   | 4  | 4  | 0  | 0  | 15 | 6  | 9   |
| Formas Íntimas  | 9    | 4  | 3  | 0  | 1  | 18 | 5  | 13  |
| Deportivo Quito | 4    | 4  | 1  | 1  | 2  | 7  | 10 | –3  |
| San Lorenzo     | 4    | 4  | 1  | 1  | 2  | 7  | 13 | –6  |
| Rampla Juniors  | 0    | 4  | 0  | 0  | 4  | 5  | 18 | –13 |

| 5 de octubre de 2009, 13:30 | UAA                       | 3:2 (1:1) | Formas Íntimas        | Estadio Antonio Fernandes, Guarujá |  |
|                             | Mónica 11' 75' (pen.) 80' |           | Ospina 15' · Usme 63' |                                    |  |

| 5 de octubre de 2009, 15:30 | San Lorenzo  | 1:1 (1:1) | Deportivo Quito   | Estadio Antonio Fernandes, Guarujá |  |
|                             | Quiñones 11' |           | Madelin Riera 43' |                                    |  |

| 7 de octubre de 2009, 13:30 | Deportivo Quito | 1:5 (0:3) | Formas Íntimas                                                  | Estadio Antonio Fernandes, Guarujá |  |
|                             | Palacios 65'    |           | Ospina 20' · Imbachi 28' · Peñaloza 47' · Usme 58' · Cuesta 90' |                                    |  |

| 7 de octubre de 2009, 15:30 | Rampla Juniors           | 2:5 (0:1) | San Lorenzo                                           | Estadio Antonio Fernandes, Guarujá |  |
|                             | Castro 66' · Laborda 68' |           | Tato 41' 55' · Quiñones 61' · Núñez 69' · Ramírez 87' |                                    |  |

| 10 de octubre de 2009, 14:00 | UAA                                                           | 4:1 (1:1) | Deportivo Quito | Estadio Antonio Fernandes, Guarujá |                             |
|                              | Vázquez 38' · Quintana 70' · A. Rodríguez 87' · N. Cuevas 90' |           | Freire 1'       | Árbitro(s): Salomé Di Iorio        | Árbitro(s): Salomé Di Iorio |

| 10 de octubre de 2009, 16:00 | Formas Íntimas                                    | 5:0 (4:0) | Rampla Juniors | Estadio Antonio Fernandes, Guarujá |  |
|                              | Ospina 5' · Peñaloza 9' 10' · Usme 22' 90' (pen.) |           |                |                                    |  |

| 12 de octubre de 2009, 13:30 | Rampla Juniors | 0:4 (0:1) | Deportivo Quito                                                    | Estadio Ulrico Mursa, Santos |  |
|                              |                |           | Madelin Riera 4' · Freire 58' · Palacios 79' (pen.) · Torres 90+1' |                              |  |

| 12 de octubre de 2009, 15:30 | UAA                                                            | 4:0 (1:0) | San Lorenzo | Estadio Ulrico Mursa, Santos |                         |
|                              | Cabrera 25' · Quintana 66' · A. Rodríguez 86' · Villamayor 89' |           |             | Árbitro(s): Ana Marques      | Árbitro(s): Ana Marques |

| 14 de octubre de 2009, 9:00 | UAA                                        | 4:3 (2:1) | Rampla Juniors              | Estadio Urbano Caldeira, Santos |  |
|                             | I. Cuevas 36' 43' 90+2' · A. Rodríguez 51' |           | Castro 18' · Moreno 52' 84' |                                 |  |

| 14 de octubre de 2009, 11:00 | San Lorenzo         | 1:6 (0:2) | Formas Íntimas                                            | Estadio Urbano Caldeira, Santos |  |
|                              | Quintero 74' (a.g.) |           | Ospina 5' 55' · Usme 16' 77' · Imbachi 46' · Peñaloza 83' |                                 |  |

## Fases finales
Los cuatro clasificados se enfrentaron en las semifinales, cruzándose el primero del Grupo 1 con el segundo del Grupo 2, y viceversa. Esta etapa se jugó el 16 y 18 de octubre.

### Cuadro de desarrollo
|  | Semifinales               | Semifinales               |   |                | Final                        | Final                  |  |
|  | 16 de octubre – São Paulo | 16 de octubre – São Paulo |   |                | 18 de octubre – Santos       | 18 de octubre – Santos |  |
|  |                           |                           |   |                |                              |                        |  |
|  |                           |                           |   |                |                              |                        |  |
|  | Santos                    | 5                         |   |                |                              |                        |  |
|  | Formas Íntimas            | 0                         |   |                |                              |                        |  |
|  |                           |                           |   |                |                              |                        |  |
|  |                           |                           |   |                |                              |                        |  |
|  |                           |                           |   |                | Santos                       | 9                      |  |
|  |                           | UAA                       | 0 |                |                              |                        |  |
|  |                           |                           |   |                |                              |                        |  |
|  |                           |                           |   |                |                              |                        |  |
|  |                           |                           |   |                | Partido por el tercer puesto |                        |  |
|  |                           |                           |   |                |                              |                        |  |
|  | UAA                       | 1                         |   | Formas Íntimas | 2                            |                        |  |
|  | Everton                   | 0                         |   |                | Everton                      | 0                      |  |

### Semifinales
| 16 de octubre de 2009, 20:00 | UAA            | 1:0 (1:0) | Everton | Estadio Pacaembú, São Paulo |  |
|                              | Villamayor 44' |           |         |                             |  |

| 16 de octubre de 2009, 22:15 | Santos                                                 | 5:0 (4:0) | Formas Íntimas | Estadio Pacaembú, São Paulo                                         |                                                                     |
|                              | Maurine 5' · Cristiane 11' 88' · Aline 23' · Marta 45' |           |                | Asistencia: 7 340 espectadores Árbitro(s): María Alejandra Trucidos | Asistencia: 7 340 espectadores Árbitro(s): María Alejandra Trucidos |

### Tercer puesto
| 18 de octubre de 2009, 09:30 | Formas Íntimas         | 2:0 (1:0) | Everton | Estadio Urbano Caldeira, Santos |  |
|                              | Peñaloza 5' · Usme 57' |           |         |                                 |  |

### Final
| 18 de octubre de 2009, 12:30 | Santos | 9:0 (2:0) | Universidad Autónoma | Estadio Urbano Caldeira, Santos                             |                                                             |
|                              | Maurine 13' · Marta 16' · Érika 46' 56' · Francielle 50' · Thaís 53' · Suzana 70' · Dani 77' · Ketlen 83' |           |                      | Asistencia: 14 186 espectadores Árbitro(s): Salomé Di Iorio | Asistencia: 14 186 espectadores Árbitro(s): Salomé Di Iorio |

|                            |
| Bandera de Brasil          |
| Campeón Santos 1.er título |

## Estadísticas

### Tabla general
| Pos. | Equipo          | Pts. | PJ | PG | PE | PP | GF | GC | DG  | Rend.  |
| ---- | --------------- | ---- | -- | -- | -- | -- | -- | -- | --- | ------ |
| 1    | Santos          | 18   | 6  | 6  | 0  | 0  | 43 | 2  | 41  | 100%   |
| 2    | UAA             | 15   | 6  | 5  | 0  | 1  | 16 | 15 | 1   | 83,33% |
| 3    | Formas Íntimas  | 12   | 6  | 4  | 0  | 2  | 20 | 10 | 10  | 66,66% |
| 4    | Everton         | 7    | 6  | 2  | 1  | 3  | 10 | 7  | 3   | 38,88% |
| 5    | White Star      | 6    | 4  | 2  | 0  | 2  | 7  | 9  | –2  | 50%    |
| 6    | Deportivo Quito | 4    | 4  | 1  | 1  | 2  | 7  | 10 | –3  | 33,33% |
| 7    | San Lorenzo     | 4    | 4  | 1  | 1  | 2  | 7  | 13 | –6  | 33,33% |
| 8    | Caracas         | 2    | 4  | 0  | 2  | 2  | 2  | 14 | –12 | 16,66% |
| 9    | EnForma         | 1    | 4  | 0  | 1  | 3  | 4  | 23 | –19 | 0,08%  |
| 10   | Rampla Juniors  | 0    | 4  | 0  | 0  | 4  | 5  | 18 | –13 | 0%     |

### Goleadoras
| Jugador           | Club           | Goles |
| ----------------- | -------------- | ----- |
| Cristiane         | Santos         | 15    |
| Marta             | Santos         | 7     |
| Valeska Arias     | Everton        | 7     |
| Catalina Usme     | Formas Íntimas | 7     |
| Érika             | Santos         | 6     |
| Diana Ospina      | Formas Íntimas | 5     |
| Jennifer Peñaloza | Formas Íntimas | 5     |
| Maurine           | Santos         | 4     |